# Valea Negrilesii
Valea Negrilesii – wieś w Rumunii, w okręgu Alba, w gminie Bucium. W 2011 roku liczyła 64 mieszkańców.